# San Francisco Logueche
San Francisco Logueche è un comune del Messico, situato nello stato di Oaxaca.